# Antegibbaeum
Antegibbaeum là chi thực vật có hoa trong họ Aizoaceae.